# Giovanni Spangher

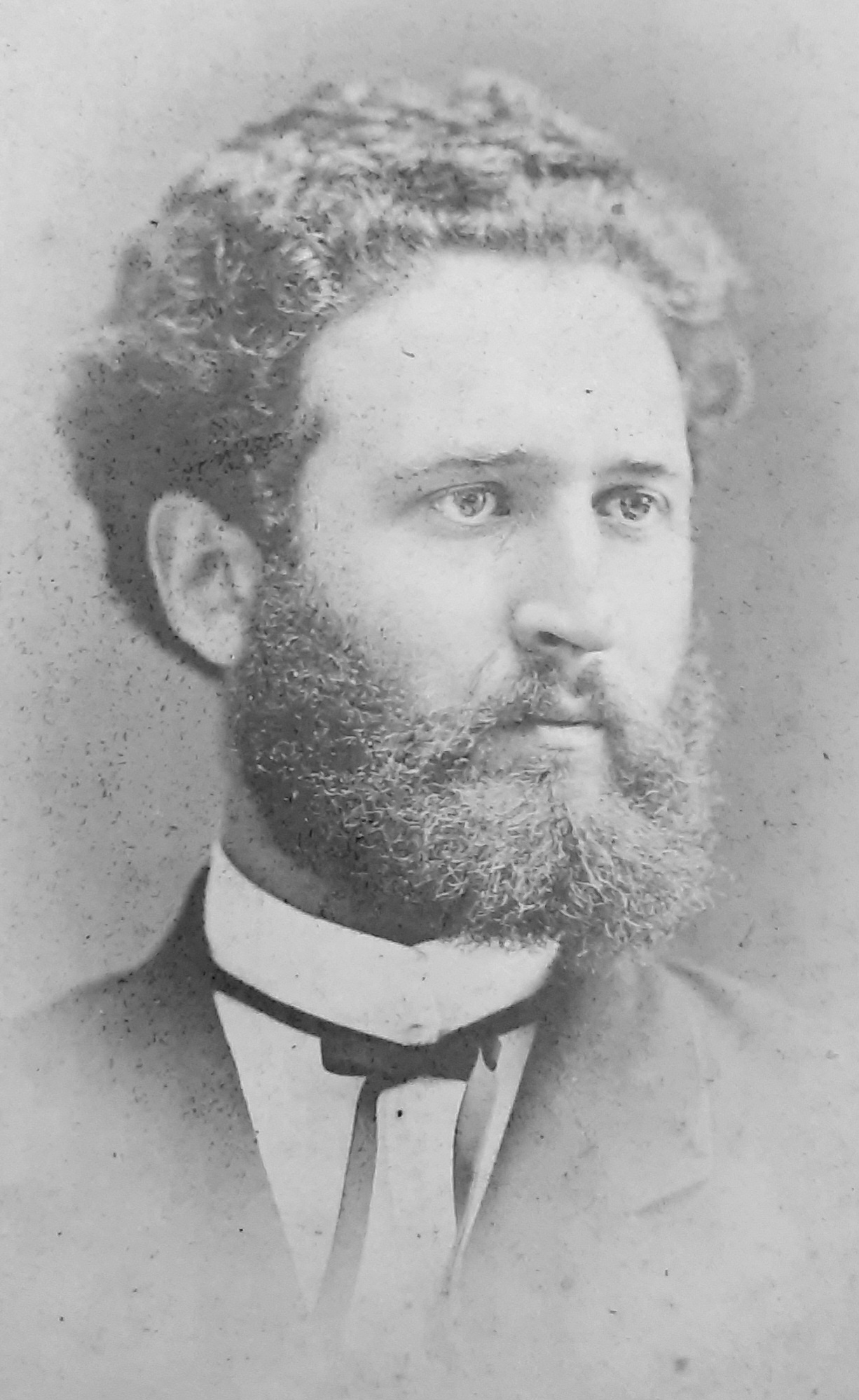
Giovanni Spangher

Giovanni Spangher (Villesse, 23 marzo 1852 – Genova, 13 ottobre 1916) è stato un banchiere, imprenditore e dirigente d'azienda italiano, fu un importante dirigente del Credito Italiano e uno dei fondatori della Società Ceramica Lombarda nonché delle Oliere e Saponerie Meridionali.

## Biografia
Giovanni Spangher nasce nel 1852 a Villesse, piccola cittadina in Friuli-Venezia Giulia in prossimità di Gorizia, allora impero austriaco, da Giovanni Battista Spangher e Orsola Vianello. Nasce in un clima irredentista, il padre attivo nella politica e nel governo locale era stato eletto deputato al Reichstag del 1848 a Vienna. Alla morte del padre, avvenuta nel 1852 si trasferisce con la famiglia a Venezia, dove già da qualche secolo vivevano alcuni parenti. Lì frequenta gli ambienti risorgimentali, e fu sostenitore della politica di Daniele Manin. La sorella Enrichetta Spangher sposerà il noto politico risorgimentale Roberto Galli, fondatore del quotidiano il Tempo. Per il loro matrimonio Giosuè Carducci, amico di famiglia, comporrà una poesia. Eseguiti gli studi in legge presso l'Università degli studi di Padova, venne condannato a morte, ed in seguito graziato, come disertore dell'esercito austriaco. Incomincia ad intraprendere alcune attività imprenditoriali nel commercio e come armatore. A Venezia si sposa con Giuseppina Fontanella, giovane appartenente alla famiglia aristocratica dei Fontanella mercanti e vetrai iscritti al Libro d'Oro di Murano dal XVII secolo, discendente per linea materna dal ramo veneziano della nobile famiglia fiorentina dei Baroncelli, che ivi si era insediata dal XVI secolo.
Si sposta dunque a Bari dove avvia alcune attività imprenditoriali e congiuntamente svolge alcune attività per interesse del Credito Italiano. Quest'ultima infatti era una delle più importanti banche miste operanti in Italia e possedeva quote di molte società di capitali, nelle quali sedevano presso i consigli di amministrazione dei rappresentanti della Banca che ne dovevano difendere gli interessi. Nel 1880 fonda a Bari insieme a Giacomo Cuzzeri la società "Spangher e Cuzzeri" azienda attiva nella lavorazione di olio vegetali, compravendita di petrolio e Sansa di olive. La società aveva lo stabilimento in via Celefati 118. A seguito di cattive congiunture di mercato nel 1889 la società è in liquidazione. Dunque riprende l'attività di produzione di saponi e olii vegetali entrando in società con Emilio Cornelio e fonda così la "Cornelio e Spangher" con due stabilimenti uno a Vasto e uno a Bari in via Modugno. La società nel 1899 ottiene dalla compagnia Adriatica di Commercio marittimo la concessione del trasporto esclusivo di Sansa di olive. Nel 1904 la societá dava lavoro a circa 80 persone, divenute in seguito 100. Nel gennaio 1905 la "Cornelio e Spangher", la "Societè Meridionale" e la "Oss. Mazurana ed Angeli", che erano le tre più grandi società italiane nell'industria dell'olio al solfuro, costituirono un'unica società denominata "Società anonima per la produzione dell'olio al solfuro" con sede a Bari, più adatta a rifornire un mercato sempre più competitivo. La contrattazione tra i tre produttori avvenne a Milano, e prevedeva un investimento di L. 8 milioni (equivalenti a 36 milioni di euro), oltre al conferimento di alcuni capannoni già impiegati nella produzione di Olio al solfuro. Nell'ottobre 1905, lo Spangher, in qualità di amministratore delegato porta alla ridenominazione della società in "Oliere e Saponerie Meridionali", di capitale sociale L. 6.8 milioni (equivalenti a 31 milioni di euro) con partecipazione del Credito Italiano e della Banca Commerciale Italiana. Le "Oliere e Saponerie Meridionali" con 516 dipendenti, 8 stabilimenti era una delle più importanti imprese del mercato europeo. Nel 1906 la società venne quotata presso la Borsa di Milano.
Nel 1903 fonda a Milano assieme al fratello Carlo Spangher e ai nipoti Valdemaro e Ugo Spangher, la Società Ceramica Lombarda. Quest'ultima contava centinaia di dipendenti e ben presto si affermò tra le principali società nel settore della produzione di ceramica. Lo stabilimento della società era ubicato all'inizio dell'attuale Corso Buenos Aires in prossimità di porta Venezia. Mediante la Ceramica Lombarda, gli Spangher avevano una considerevole parte del capitale della Banca di Varese. La Società Ceramica Lombarda produsse le piastrelle in ceramica della facciata di Casa Galimberti, su pitture di Pio Pinzauti per la parte ornamentale e da Ferdinando Brambilla per le figure.

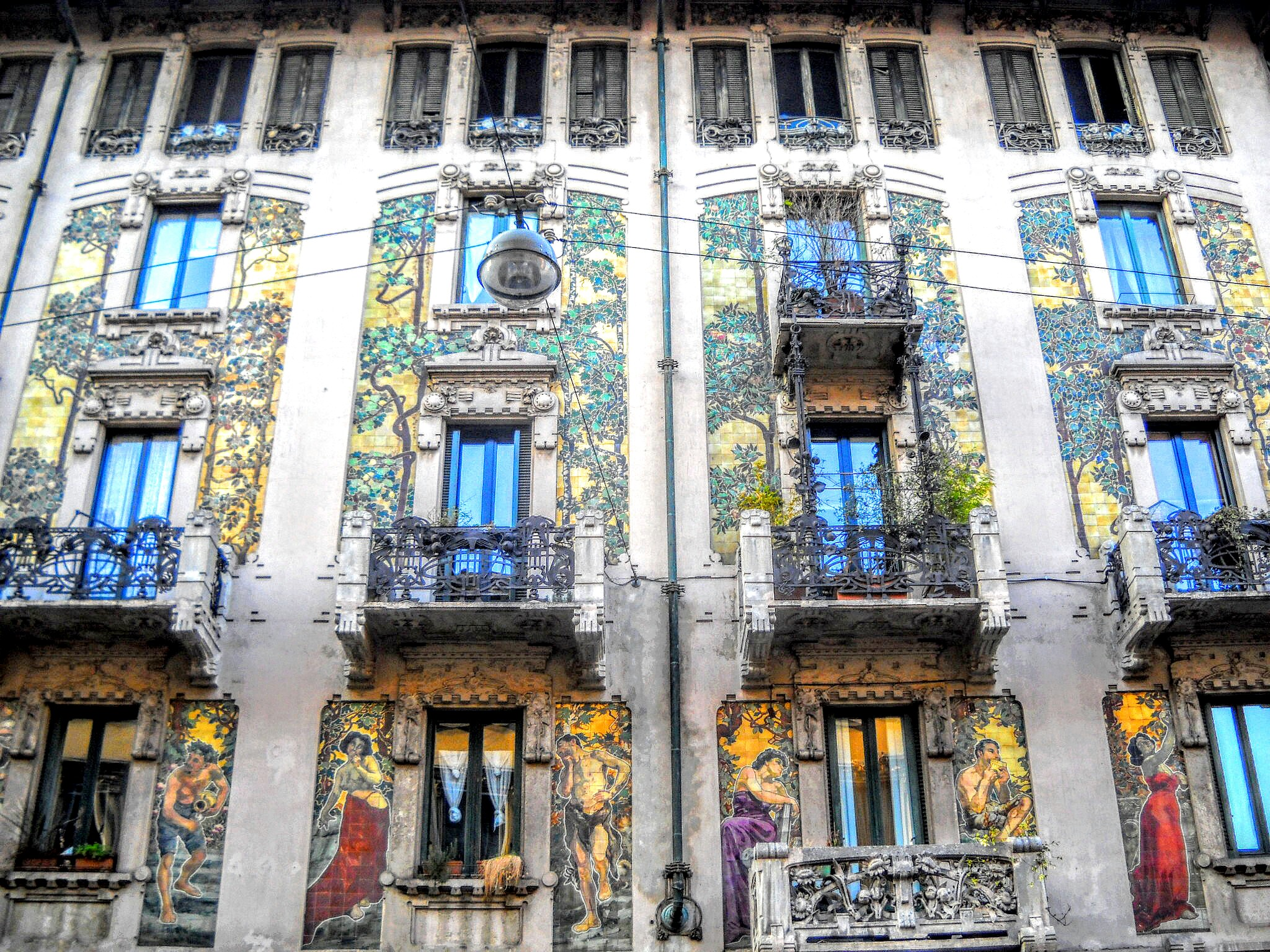
Facciata di casa Galimberti

Sempre nel 1906 fonda la "Società Italiana Automobilistica Lentz" con capitale sociale di 1.4 milioni di franchi svizzeri, assieme al Conte Febo Borromeo D'Adda e al Conte Carlo Sormani. Ne riveste la carica di consigliere ed in seguito di amministratore delegato, carica che condivide con Carlo Alessandro Bolzanigo, futuro presidente della Banca di Stato Svizzera.
Nel 1909 diventa consigliere della "Società Esercizi Riuniti Imprese Elettriche" di Bologna e membro della commissione Consultiva assieme a Luigi Falasconi in sostituzione del Conte Enrico Cozza.
Nel 1911 viene riconfermato come membro del consiglio di amministrazione della "Industria Italiana Cesare Greco SA" in qualità di consigliere delegato assieme a Giuseppe Pontremoli, Maurizio Vitale, Pio Vitale, Gennaro Melzi (noto avvocato e collezionista d'arte milanese), Carlo Rizzi e con amministratore Cesare Greco. La società, costituita nel 1906 di capitale L. 600 mila con la partecipazione della Edison si occupava della commercializzazione di impianti di illuminazione.
Nel 1912 viene nominato liquidatore della società "Raffineria Italiana di olii grassi vegetali", in sostituzione di Enrico Sbertoli, con lo scopo di risanarne il bilancio. La società era stata costituita nel 1910 a Milano e impiegava il sistema Rocca Tassy, il de Roux di Marsiglia, il Schilink & Co di Amburgo, per la raffinazione degli olii vegetali.
Nel 1912 fonda a Taranto assieme a Dario Salerni la "Salerni e Spangher" società di costruzioni meccaniche, navali e carpenteria metallica e di legno, con capitale sociale di L. 260 mila. La società dava lavoro a circa 50 persone. Nel 1914 subentra nella società "Colorificio e Oleoficio Augusto Sbertoli" di via san Lorenzo 11 a Genova nonchè nella "Fabbrica biacche e colori Augusto Sbertoli" di Cogoleto. Quest'ultima fabbrica dava lavoro a 400 operai, e fu in seguito alienata alla Luigi Stoppani Spa.
Nel 1914 si dimette dalle carica di amministratore delegato delle "Oliere e saponerie Meridionali" assieme agli altri membri del consiglio di amministrazione quali Il senatore Nicola Balenzano, il finanziere Emilio de Benedetti e l'imprenditore Vito Antonio Di Cagno. Nel 1915 da amministratore delegato diviene Presidente del Consiglio di amministrazione della Società Ceramica Lombarda che dalla fondazione aveva raddoppiato il numero dei dipendenti fino a 400.
Cura gli interessi del Credito Italiano presso società partecipate tra Genova, Milano e Venezia collaborando con il direttore del Credito Italiano Federico Ettore Balzarotti. Muore il 18 ottobre 1916 a Genova.